# Limelight (PENICILLINのアルバム)
『Limelight』（ライムライト）は、PENICILLINの4枚目のスタジオ・アルバム。

## 収録曲
（全曲 作詞：HAKUEI、作曲：PENICILLIN、編曲：西平彰・PENICILLIN）
1. 太陽の国 (6:07)
2. DEAD or ALIVE (4:24)
4thシングル。
3. ひび割れたHOLY NIGHT (3:50)
4. 一発あてろ (4:54)
5. tight bounded (4:42)
6. Hate (2:46)
7. ナルシスの花 (4:07)
8. 夜をぶっとばせ (3:47)
5thシングル。
9. 99番目の夜 (4:50)
3rdシングル。
10. Limelight (5:40)
11. 男のロマン (3:20)
歌詞はクワガタムシのことを歌った歌。『THIS IS PENICILLIN 1994-1999』にはシークレット収録。
12. Chaos (3:32)
シークレット・トラック。『THIS IS PENICILLIN 1994-1999』にも収録。